# Portada/article març 19

## Castellar del Vallès
Castellar del Vallès (antigament, Sant Esteve de Castellar) és una ciutat de 23.238 habitants situada al nord de la comarca del Vallès Occidental. La seva superfície és de 44,9 quilòmetres quadrats i es troba a 331 metres sobre el nivell del mar. Pertany al partit judicial de Sabadell, es troba a l'àmbit funcional metropolità de Barcelona i la seva parròquia pertany al Bisbat de Terrassa i a l'arxiprestat de Sabadell Centre. El seu alcalde és Ignasi Giménez Renom representant del Partit dels Socialistes de Catalunya.
El patró de la ciutat és Sant Esteve, tot i que Sant Josep té una presència força important a la vila: anualment se celebra una fira en el seu honor durant la diada de Sant Josep.